# Andreza Delgado
Andreza Delgado (Ilhéus, 3 de agosto de 1995) es una activista cultural y escritora brasileña.

## Trayectoria
Delgado estudió en la Universidad Federal de São Paulo destacando por su participación en los movimientos estudiantiles. En 2015, fue detenida durante una protesta, denunciando al día siguiente abusos sexuales por parte de la policía. Más tarde, se unió al Movimento Passe Livre, una iniciativa popular que reclama la gratuidad del transporte público municipal.
El trabajo de Delgado busca la dinamización de la vida cultural de las favelas, visibilizando tanto a los creadores que viven allí, como al conjunto de habitantes de estos suburbios, para que se reconozca su rol como consumidores —olvidados por el mercado y las instituciones. En esta línea, ha sido la creadora de diversos eventos culturales en barrios marginales de São Paulo como la PerifaCon, feria de cómics y cultura pop que nació en 2019, donde Delgado ha ejercido también como comisaria. También  ese año inauguró la Gamer Perifa, una convención para los amantes de los videojuegos. En 2020 organizó la Copa das Favelas, un certamen de E-sports.
Delgado dirigió y presentó el pódcast semanal Lança en Braba entre 2021 y 2022. Además, es columnista en el portal web Universo Online (UOL) y ha participado en la publicación de un libro de cuentos.

## Obra
- 2021 – As Meninas Maluquinhas. VVAA. Editora Melhoramentos. ISBN 9786555393507.

## Reconocimientos
Por su labor en el activismo, en 2023 Delgado fue incluida en la edición anual de la lista 100 Women, editada por la BBC. Meses antes de esta mención, la empresa Irmãos Delgado, que comparte con su hermano, fue incluida en la lista MOOC 100, una relación de creativos afrobrasileños.